# 安澜园
安澜园俗称陈园，位于中国浙江省嘉兴海宁市盐官镇（原海宁州城）西北隅、原拱辰门内陈园里，最初为明万历二十四年（1596）太常寺少卿陈与郊利用南宋安化郡王王沆(北宋王禀後人）故园遗址所建之隅園，清康熙四十三年（1704）大学士陈元龙将其收为别业并加以整修，雍正十一年（1733）改名遂初园，乾隆二十七年（1762）乾隆帝南巡时驻跸于此并赐名安澜园。
该园布局以水为主，鼎盛时面积近百亩，主要建筑有环碧堂、静观斋、天香坞、漾月轩、赐安堂、九曲梁和十二楼等。后海宁陈氏家族日渐式微，园内建筑、假山和树木历遭劫毁，今仅存曲桥（九曲梁）及荷池，为海宁仅存的明清园林遗迹。